# Нічний вовкулака
Нічни́й вовкула́ка або Нічни́й вовку́н (англ. The Werewolf by Night) — назва двох вигаданих персонажів вовкулак з коміксів американського видавництва Marvel Comics. Нічний вовкулака (зазвичай інші персонажі називають його просто Вовкула́ка або Вовку́н (англ. The Werewolf)) вперше з’явився в Marvel Spotlight #2 (лютий 1972).
Втілення Джека Рассела «Нічного вовкулаки» з’явиться в однойменному спеціальному випуску, дія якого розгортається у Кіновсесвіті Marvel на Disney+, у ролі Ґаеля Ґарсія Берналя.

## Історія видання
До створення Comics Code Authority у 1954 році попередник Marvel Atlas Comics опублікував п’ятисторінкове оповідання під назвою «Нічний вовкулака!» в Marvel Tales #116 (липень 1953). З послабленням правил Comics Code Authority у 1971 році вперше стало можливим публікувати схвалені Comics Code Authority комікси з вовкулаками. Версія «Нічного вовкулаки» Джека Рассела вперше з’явилася в Marvel Spotlight #2 (лютий 1972 року) і була заснована на ідеї Роя Томаса. Назву серії запропонував Стен Лі, а початковою творчою командою були Джеррі Конвей і Майк Плуґ, які працювали за сюжетом Роя та Джіні Томас для першого випуску. Читачі часто зазначали, що ім’я головного героя, Джек Рассел, також є породою собак. Конвей сказав, що хоча він не пам’ятає, як він придумав це ім’я, малоймовірно, що він свідомо згадував про собаку, оскільки у нього не було собаки і він ніколи не жив з нею в дитинстві.
Після тестового запуску в Marvel Spotlight #2-4 персонаж перейшов до власної однойменної серії у вересні 1972 року. Конвей описав роботу над серіалом як «дуже веселу», тому що жанр жахів зробив освіжаючу зміну в порівнянні з історіями про супергероїв, які роками були основною частиною мейнстрімових коміксів. Werewolf by Night було опубліковано 43 номерами і виходив до березня 1977 року. Під час випуску серіалу редакція не змогла втриматися від можливості доручити одному зі своїх найпопулярніших письменників, Марву Вулфману, написати кілька оповідань для серіалу з жартівливою ноткою: "At last -- WEREWOLF -- written by a WOLFMAN."
Випуск №32 (серпень 1975) містить першу появу Місячного лицаря. Джек Рассел з'явився разом із Тіґрою в Giant-Size Creatures #1 (липень 1974), де вперше з’явився Ґрір Ґрант Нельсон у ролі Тіґри замість Кота. У другому випуску ця серія отримала назву Giant-Size Werewolf. Більшу частину 1980-х років Джек Рассел був бездіяльним. Зовнішній вигляд персонажа був радикально оновлений у Moon Knight #29 (березень 1983). Він знявся в різних випусках «Жінки-павука», «Месників західного узбережжя» та «Доктора Стренджа: Верховний чаклун». Пізніше The Werewolf by Night був відроджений на сторінках Marvel Comics Presents, де він нерегулярно з’являвся з 1991 по 1993 рік. Він регулярно з’являвся як актор другого плану на сторінках Morbius: The Living Vampire з 1993 по 1995 рік. На сторінці з листами в випуску Morbius згадувалося, що міні-серії Werewolf by Night від Лена Камінських і Джеймса Фрая знаходиться в роботі, але міні-серія так і не була опублікована. Werewolf by Night vol. 2 вийшло шість номерів у 1998 році. Серія була написана Полом Дженкінсом і намальована олівцем Леонардо Манко. На початку 2007 року Marvel опублікував одноразовий фільм під назвою «Легіон монстрів: Нічний вовкулака» з зображеннями Ґреґа Ленда. У січні 2009 року Джек Рассел був представлений в обмеженій серії з чотирьох випусків Dead of Night, у якій представлено Werewolf by Night, від Marvel для дорослих читачів MAX imprint. Сценарій серіалу написав Дуейн Свєрчинські, художник – Міко Суаян. Він був представлений як член Morbius' Midnight Sons у Marvel Zombies 4 у 2009 році.
Другий Нічний вовкулака вперше з'явився в третьому томі Werewolf by Night і був створений Taboo з Black-Eyed Peas, Бенджаміном Джекендоффом і Скоттом Ітоном.

## Біографія вигаданого персонажа

### Джек Рассел
Хоча повідомлення про лікантропію (перетворення форми на вовкулаку) у лінії Руссоффа сягають багатьох століть, першим підтвердженим проявом є Ґріґорі Руссофф у 1795 році. Дракула вбив дружину Ґріґорі Луїзу після того, як він відмовився визнати першість Дракули після повернення до Трансільванії. Тоді Ґріґорі влаштував засідку та знищив Дракулу, але був мутований у вовкулаку Лідією, вовкулачкою, яка раніше була ув’язнена лордом вампірів. Ґріґорі взяв другу дружину, але пояснення того, чому лікантропія не передалася його нащадкам, різняться. Приблизно до травня 1930 року нащадок Ґріґорі, Ґреґор, отримав легендарні сувої Даркголду, переплевши їх назад у форму книги. Прочитання походження лікантропії в Даркголді під час повного місяця спричинило спляче прокляття, змінивши Ґреґора на вовкулаку. Далі Ґреґор переписав більшу частину Даркголду в щоденник Ґріґорі, по суті створивши копію Даркголду, яку він використовував як свій власний щоденник. Ґреґор продав частину свого маєтку — включно з горою Вундагор — Джонатану Дрю, який поділив його з партнером Гербертом Віндемом (майбутнім Високим еволюціоністом). Вовкулака Руссоффа вбив дружину Джонатона, Меррієм, і Віндхем створив посріблену броню, щоб захистити себе, що дозволило схопити Руссоффа. Руссофф залишився з Еволюціонером, який десятиліттями безпечно утримував вовкулаку. Зрештою Руссофф використав Даркголд, щоб викликати Хтона, щоб вилікувати його, і Старший Бог ледь не прорвався крізь земний план; але Чарівник Магнус змусив Рассоффа вигнати Хтона, який накинувся прощальним вибухом, який убив Ґреґора. Незважаючи на протилежні твердження, Ґреґор Руссофф, який залишився з High Evolutionary, здається, був дідом (або прадідом) Джека Рассела. Наявність однакового імені та, імовірно, використання того самого щоденника сприяло попередній плутанині. Здавалося б більш імовірним, що старший Ґреґор був тим, хто переписав Даркголд у щоденник.
Через кілька десятиліть інший Ґреґор Руссофф одружився з Лаурою, колишньою дівчиною його молодшого брата Філіпа. Джейкоб (пізніше Джек) народився в Медіаш, Трансільванія, незабаром після цього, а Лаура була вагітна Лісою протягом двох років після шлюбу; однак, коли блискавка вдарила в трансільванський замок Рассоффа під час повного місяця, вовкулака Ґреґор уникнув ув’язнення і почав нападати на жителів села. Вони вистежили та вбили Руссоффа срібними кулями. Мати Ґреґора, Марія, була побита камінням і вигнана з села, жила з циганами та навчалася магії. Після смерті Ґреґора Лаура знайшла Філіпа, який переїхав до Лос-Анджелеса і перетворив своє ім'я на Рассел, і вони одружилися через рік; Джек і Лісса не знали про минуле Філіпа. Приблизно через 15 років злочинна організація під назвою «Комітет» дізналася про прокляття Ґреґора і шантажувала Філіпа, погрожуючи розкрити його секрети. Щоб захистити ім’я Лаури, Філіп заплатив їм, але передумав і скасував платіж, через що Комітет послав Макса Ґранта вбити Лауру. Важко поранена в автомобільній аварії на 18-й день народження Джека, Лора ледве встигла розповісти Джеку про його справжнього батька та прокляття вовкулаки, змусивши Джека пообіцяти не шкодити Філіпу перед смертю. Успадкувавши лікантропію напередодні ввечері, Джек убив Ґранта, але деякий час неправильно звинувачував Філіпа. Лаура залишила замок Рассофф на ім'я Джека, але Філіп, довірена особа, продав замок Майлзу Блекгару, який переніс його на острів біля узбережжя Каліфорнії. Джек боровся з бандою мотоциклістів, заразивши її членів лікантропією.  
Наступні кілька років Джек провів як мандрівник, змінюючи форму в три ночі повного місяця в дикого вовкуна. Він дізнався про Даркголд від Натана та Аґати Тімлі, які ненадовго викрали Вовкуна та зустріли жахливі кінці. Подружившись із письменником Баком Ковеном, Джек пробрався до замку Блекґара та викрав Даркголд, зіткнувшись із Майлзом Блекґаром та його дочкою Марлен, чия окаменююча сила вбила обох Блекґарів. Після боротьби з деформованим планом Кефалоса, спрямованого на виснаження його сил, щоб стабілізувати форму Кефалоса, Джек доручив батькові Рамону Хоакесу перекласти Даркголд. Священник помер після того, як був одержимий колишнім хранителем Даркголда, божевільним ченцем 12-го століття Елфріком, і незнищенний Даркголд зник. Джек зустрів Джошуа Кейна, який полював на Вовкуна, і його брата Лютера Кейна, який запропонував запобігти мутації Лісси на вовкунку в обмін на викрадення Джеком мільярдера, який став самітником Джадсоном Гемпом; він зустрів менталіста Свамі Ріхву, який шукав кров Вовкуна, щоб відкрити карту скарбів стародавнього чаклуна Каман-Ру на його «Кривавому камені»; одержимий демон Кроґґ; а також Людина-павук і Чарівник Мундарк. Тоді Джек боровся із звуковою зброєю Сарнака, його першого зіткнення зі злочинною організацією, відомою як Комітет, яка хотіла поневолити Вовкуна.
Після боротьби з соціопатичним Шибеником (Харлан Крюгер) Джек був зачарований Топазом, знайомим чаклуна Табу, який шукав Даркголд. Табу використовував фоліант десятиліть тому, щоб подарувати своєму синові, Алґону, золотий дотик, але загубив книгу в середині заклинання, захопивши Алґона в безглуздий стан. Не маючи Даркголду, Табу переніс розум Філіпа Рассела в Алґон, але і Алґон, і Табу загинули, відновивши Філіпа, який примирився з Джеком і Ліссою. Подорожуючи до Трансільванії разом із Топазом, з яким він був пов’язаний, Джек виявив щоденник Рассоффа/копію Даркголда, Вовкун бився з Дракулою, а книга загубилася в Альпах. Джек і Топаз зіткнулися з кіфотичним Напівбожевільним перед поверненням до США, і Джек бився з роботом Комітету Бегемотом, а потім з Ма Хаосом, якому допомагав вовкун Реймонд Кокер. Джек приєднався до щойно мутованої Тіґри проти Г.І.Д.Р.И., бився з вампірами Луїсом Бельскі та Лізою Пайн, протистояв Ма Мейхем та її союзнику Барону Грому та приєднався до Кокера проти Лу Геккета (корумпованого поліцейського, який також міг перетворюватися на вовкуна за допомогою магії кільце), який загинув у боротьбі. Вовкун приєднався до монстра Франкенштейна проти сатанинського Братства Ваала, яке викрало Ліссу, а потім бився проти спотвореного Атласа та схожого на Джекіла/Хайда ДеПрайва. Джек ненадовго повернувся до Трансільванії після того, як Топаз викликав екстрасенса, і зіткнувся з Марією Руссофф, яка використовувала циганську магію, щоб підняти зомбі, щоб убити селян, які її вигнали. Марія пожертвувала собою, щоб врятувати Джека від своїх зомбі, дізнавшись, що він її онук.
У замку Блекгара вовкун, Топаз і фрагмент духу Табу, що розкаявся, билися з некромантом Доктором Гліттернайтом, який мутував Ліссу Рассел у демонесу; процес лікування Лісси позбавив її від загрози лікантропії, хоча вона все одно передавала її своїм дітям. Після битви з Морбіусом, Живим Вампіром і вбивства демона, якому поклонявся Бред Ренгл, Вовкун був ненадовго перенесений у розділений вимір Біфазію сатаністом Хоакіном Зейром, і він допоміг Пейнглосу протистояти чаклуну Сарданусу. Під час наступної лижної поїздки Вовкун ледь не вбив Бака Коуена, після чого його схопив оплачуваний Комітетом найманець, відомий як Місячний лицар, який звільнив його, коли він усвідомив людяність Джека та наміри Комітету. Тоді Вовкун приєднався до Примарного Вершника, Людини-Створи та Морбіуса, щоб мимоволі вбити доброзичливого прибульця Зоряного Насіння, який мав намір вилікувати їх усіх.
Вовкун об’єднався із Залізною людиною проти Мародера в масці Маггії та його Три-Анімана. Божевільний вчений доктор Карл Малус схопив і провів наукові експерименти над Расселом, щоб контролювати його та використовувати проти Жінки-Павука; Рассел втік і затримав Малуса за допомогою Жінки-Павука. Рассел приєднався до Людини-Павука проти Тетердемаліона, колишнього агента Сарнака. Після тимчасового захоплення разом із кількома костюмованими авантюристами Слюсарем і Тік-Таком Рассел почав мутувати у більш дику та люпинову форму, пізній ефект від лікування Малуса. Він утік від сатаністів Ранкової зірки (Шуйлер Беліал) і свого Шляху лівої руки, які хотіли використати його кров, щоб мутувати на вовкунів, а потім звернувся за допомогою до Майкла Морбіуса, який тепер став людиною, щоб контролювати себе, що призвело до битви із Месниками західниого узбережжя. За допомогою Залізної людини він пізніше врятував Ліссу від спроби Морґана Ле Фея заволодіти нею.
Згодом він під контролем розуму приєднався до переважно кримінальної команди Night Shift. Рассел був єдиним членом, який знав, що їхній лідер, Плащаниця, використовує групу, щоб протистояти іншим злочинцям і не дати їм завдати шкоди невинним. Після зіткнень з Капітаном Америкою, Місячним Лицарем і Месниками, Вовкун зрештою розвинув опір силам Жахливого і ввімкнув нічну зміну, після чого пішов сам. Після короткої битви з Галком на Середньому Заході Джек зв’язався з духом свого батька Грегора, щоб вилікувати його лікантропію, але йому сказали, що він помре, якщо не прийме свого звіра. Під час наступної битви з релігійним фанатиком Срібним Кинджалом, культом вовкунів, мутованим у минулому Расселом, Джек повністю прийняв себе вовка, і його образи злилися, змінивши його сили та надавши йому повний контроль і найкраще з обох себе.
Рассел допомагав Доктору Стренджу проти інопланетних Посесорів, Нічній Зміні проти вуличної банди Лос-Анджелеса та Примарному Вершнику проти нової групи Braineaters; Джек бореться з Шаблезубим, але перш ніж Джек зможе вбити Саблезубого, троє місцевих жителів з’являються з гвинтівками та рятують Саблезубого, вистріливши в Джека і бився з невідомим Вендіґо в Канаді. Рассела схопив вчений-криміналіст Паслен, який використав його кров, щоб створити Нічний патруль, групу вовкунів у Старксборо, штат Массачусетс. Капітан Америка — також мутований у вовкуна — звільнив Рассела та повів вовкунів, щоб перемогти господаря Пасльону, Дредмунда Друїда, який використав Божий камінь (колишній дорогоцінний камінь Людини-Вовка), щоб на короткий час перетворитися на могутнього Зоряного Вовка. Нічний патруль був вилікуваний, після чого Рассел був втягнутий у конфлікт за участю Опівнічних синів і був убитий Свічблейдом, але Джека було відроджено, коли професорка Луїза Гастінгс зламала заклинання Свічблейда. Рассел подружився з знову псевдо-вампіром (і тепер одержимим демоном) Морбіусом, мав видіння реклами на Місяці, що спричиняє масове божевілля, і бився з гоблінами Лілін, містером Гайдом і садистом Морфіном. У Джека був роман із одержимою колишньою дівчиною Морбіуса Мартін Бенкрофт.
Джек знову почав втрачати контроль над Вовкуном, замикаючись у клітці під час повного місяця, і навіть бачив пекло, коли він змінював форму. Від вмираючого лідера Культу Третього Місяця, Уолтера Кларка, Рассел дізнався, що лише легендарний Вовчий Клинок може контролювати себе як люпина. За допомогою Смедлі, таємничого благодійника, Рассел відновив усі три частини Вовчого клинка, бився з оригінальним демоном-вовком у гілці пекла, завершив головоломку, знову прийнявши себе обох і, здавалося, відновив контроль. Однак після того, як Джек відвідав друзів Фредді та спотвореного Лампа, Смедлі послав його розслідувати серію вбивств, у яких докази вказували на Джека як вбивцю. Коли Рассел почав мутувати далі, Смедлі сказав, що Джек просто не був достатньо обережним у своєму бажанні звільнитися від демона-вовка і що він повинен прийняти хворобу, інакше вона його знищить. Не знаючи, як це зробити, Джек знайшов довірену особу в Лампі, яка піклувалася про Вовкуна, коли той ховався в каналізації. У той час як нова дівчина Джека, Роксана, залишалася в блаженному невіданні про його подвійне існування, Вовкун був вистежений парою детективів, і він втік лише після того, як їх убив Культ Третього Місяця. Хоча подальша доля Джека невідома, пізніше його бачили, як він відчув прибуття містичного вбивці Геллфіра.
У одноразовій серії Legion of Monsters: Werewolf by Night Джек Рассел прибув до Селважу, штат Алабама, щоб врятувати сім’ю законослухняних вовкунів від групи городян на чолі з Келом Ешером. Молода Ронда залишилася єдиною в родині після того, як її мати та її сестра Сьюзі обрали смерть від пістолета чи ножа. Дівчина топила свої печалі в барі Саллівана поруч із кладовищем, коли банда напала на неї, розкриваючи її вовкулаку за допомогою карти таро, а потім намагаючись убити її. Рассел втрутився, мутувавши у вовкуна, тоді як Ронда вирішила зробити те саме. Після вбивства жорстокої банди Рассел і Ронда покинули місто, сповнені рішучості контролювати свої страждання та жити без страху.
Місячний лицар рятує Джека від злочинної організації, у якій зразки його крові використовуються для тимчасової мутації безпритульних людей у псевдововкунів, яких потім провокують на бій один з одним як для глядачів. Місячний лицар звільняє Джека, який майже безглуздий здичавів, від своїх викрадачів; Вовкун починає лютувати, нападаючи як на своїх мучителів, так і на Місячного лицаря, який підпорядковує його, перш ніж повернути йому свободу.
Вовкун з'являється як частина нової команди Опівнічних синів, щоб полювати на зомбі, які втекли зі штаб-квартири ARMOR, і запобігати поширенню зарази. Перед місією команди він записує відеозаповіт, у якому розповідає своїй сестрі, що він щасливий у житті. Йому ввели вакцину, розроблену Морбіусом, Живим Вампіром. У пошуках зниклого зомбі Дедпула команда бореться та вбиває зомбі-Людей-Риб та їх лідера Піранью. Після битви з Нічною зміною Худа та спостереження за тим, як союзник Людина-Істота нібито гине в битві проти Дедпула, вакцина Рассела підводить його, і він стає зомбі. Потім він стикається з Дженніфер Кейл. Він бореться з Морбіусом, який розуміє, що форма Джека-вовкуна не схильна до вірусу, а Дженніфер Кейл викликає заклинання місячного світла, щоб перетворити його на Вовкуна. Пізніше Морбіус повертає Джека до нормального стану, який розробив ліки від вірусу зомбі, використовуючи кров Людини-павука та зразки вірусу зомбі з різних реальностей.
Після смерті Френка Касла, Морбіус знову збирає Карателя і заручається його допомогою у порятунку монстрів від вимирання. Джек Рассел, Людина-Істота та Жива Мумія є частиною Легіону Монстрів, які борються з тими, хто хоче знищити всіх монстрів. Каратель допомагає цій групі захистити підземне місто, у якому багато невинних розумних монстрів.
Пізніше Дедпул дізнався, що у Рассела був роман з його дружиною Шикл. Тоді Дедпул негайно відрубав Джеку голову дротом, але Шикла сказала, що Джек виживе.

### Джейк Ґомез
Джейк Ґомез (англ. Jake Gomez) — хлопчик із роду хопі, який уперше перетворився на вовкулаку у віці 13 років через прокляття в його родині. Він зміг отримати контроль над своєю формою вовкулаки за допомогою своєї бабусі Рори та його сестри Моллі, де музика допомагала контролювати його емоції на відміну від того, як діяв батько Джейка. Джейк вперше з'явився, коли мисливці полювали на кроликів на землях племені хопі і відбивалися від них. Рора порадила йому бути обережним під час місії в Life Pharmaceuticals, де він працював у той день, оскільки уряд переслідує супергероїв-підлітків. Джейк нападає на два транспортні засоби, що виїжджають з Life Pharmaceuticals, і виявляє, що в одному з них знаходяться люди, які зникли минулого місяця. Потім він стикається з трьома жахливими фігурами з кібернетичними частинами на них.
Під час своєї місії вони зустріли американських маршалів Червоного Вовка та Дж. Джей. Після того, як Джейк втратив контроль над своєю формою вовкулаки та напав на маршалів, Червоний Вовк запропонував навчити Джейка використовувати його здібності вовкулаки в контрольований спосіб, використовуючи індіанські надприродні знання з його реальності.

## Сили та здібності
Джек Рассел є нащадком містично зміненого відгалуження людей, відомого як лікантропи. Протягом ночі повного місяця він змушений мутувати у вовкулаку, велику, потужну форму, яка є гібридом людини та вовка, і втрачає свій людський інтелект. Завдяки серії подій він також здатний добровільно мутувати поза повним місяцем, у цей час він продовжує контролювати себе. Як вовкулака, Джек отримує пропорційні фізичні переваги. У цій формі він володіє надлюдською силою, швидкістю, витривалістю, спритністю та рефлексами. Він володіє надлюдським нюхом, який передається на його людську форму. У нього гострі, як бритва, зуби та кігті, здатні розривати легкі метали. Вовкулака стійкий до багатьох форм звичайних травм, і його дуже важко вбити звичайними засобами. Хоча він може бути важко поранений, він відновлюється від несмертельних ран набагато швидше, ніж людина. Він вразливий до магічних атак і, як і всіх вовкулак, його можна вбити зброєю зі срібла, завдяки властивій йому містичної «чистоти».

### Джейк Ґомез
Джейк Ґомез має такі ж здібності до трансформації, як і Джек Рассел.
- Лікантропія: Джейк Ґомез може перетворюватися на вовкулаку вночі. Трансформація більше продиктована його емоціями, а не доступністю повного місяця. Хоча він не має повного контролю над своїми силами, він використовує музичний список відтворення, створений його двоюрідною сестрою Моллі, щоб контролювати свої емоції.

#### Слабкі сторони
Будучи вовкулакою, Джейк демонстрував вразливість до предметів або зброї зі срібла.
Без списку відтворення Моллі Джейк може перетворитися на свою форму вовкулаки без контролю над своїми діями, змушуючи його лютувати; поки він не заспокоїться або поки не зійде сонце.

## Інші версії
У Marvel's Earth-666 варіація версії Джека Рассела Вовкулаки з'явилася в Supernatural Tourbook і Supernaturales #1-4.
У серії Marvel Adventures сімейний дім Джека Рассела знаходиться в Квінсі, Нью-Йорк. Це призводить його до конфлікту з Людиною-павуком після того, як він неохоче мутує дещо невинного Флеша Томпсона на вовкулаку. На щастя, знання Доктора Стренджа про лікантропію рятують Флеша.

### Нічний Ґоблін
Під час «Війн нескінченности», коли всесвіт був згорнутий, Джек Рассел об’єднався з Норманом Озборном, щоб створити Нічного Ґобліна (англ. Goblin by Night). Норман Рассел був проклятий Нічним Ґобліном, він убив Бена і Мей Спекторів і ледь не вбив Пітера Спектора, що призвело до того, що Пітер став Арах-лицарем. Під час битви з Пітером Норман отримав поранення і був врятований своїм сином Гаррі Расселом. Поки Гаррі піклувався про свого батька, Норман втратив контроль і вкусив Гаррі, передаючи прокляття на нього. Гаррі, тепер як новий Нічний Ґоблін, починає використовувати планер, який Пітер побудував до нього, щоб стати Ґобліном, звільняючи Нормана від прокляття, отримавши прощення від Пітера та вирішуючи знайти спосіб вилікувати Гаррі.

## В інших проєктах

### Телебачення
- Втілення Нічного вовкулаки Джека Рассела з’являється в мультсеріалі «The Super Hero Squad Show», а саме епізоду «Ця людина, цей монстр!», озвучений Робом Полсеном. Після того, як його дівчину, Еллен, викрадає армія мумій на чолі з Н'Канту, Живою Мумією від імені Дракули, Нічний вовкулака об'єднує свої сили з Людиною-Істотою та Залізною людиною, що переміщується у просторі щоб врятувати її. Поки їм вдається перемогти вампіра та мумій, вони дізнаються, що Еллен перетворили на вампірку. Черпаючи натхнення від Залізної людини, Нічного вовкулаки, Еллен і Людини-Істоти, створюють Загін надприродних героїв, щоб захистити своє місто від майбутніх нападів монстрів.
- Втілення Нічного вовкулаки Джека Рассела з’являється в епізодах Ultimate Spider-Man «Blade» і «The Howling Commandos», озвучених Россом Лінчем.[54] Ця версія є членом Виючих командосів.
- У «Hulk and the Agents of S.M.A.S.H.» з'являється втілення Джека Рассела Нічного вовкулаки, озвученого Ноланом Нортом. Ця версія є членом Виючих командосів. Крім того, дід Нічний вовкулака, Ґреґор Руссофф (також озвучений Нортом), з'являється в епізоді «Дні майбутнього розгрому, частина 3: Дракула».
- Спеціальний телевізійний випуск, заснований на «Нічному вовкулаці» дія якого відбувається у Кіновсесвіті Marvel вийшла на Disney+ у жовтні 2022 року[55] з Гаелем Гарсіа Берналем у ролі Джека Рассела,[56] Лаурою Доннеллі як Ельзою Бладстоун[57] та режисером Майклом Джаккіном.[58]

### Фільми
- Було оголошено про екранізацію «Нічного вовкулаки» за сценарієм Роберта Нельсона Джейкобса, зйомки якої мали розпочатися у 2005 році. Однак з того часу та нічого і не відбулося.[59]

### Відеоігри
- Втілення Джека Рассела Нічного вовкулаки з’являється епізодично в кінцівці Джилл Валентайн у Marvel vs. Capcom 3: Fate of Two Worlds і Ultimate Marvel vs. Capcom 3.
- Втілення Джека Рассела Нічного вовкулаки з'явилося як розблокований ігровий персонаж у Marvel Super Hero Squad Online.
- Втілення Джека Рассела Нічного вовкулаки з'явилося як відкритий ігровий персонаж в Marvel Avengers Academy.

## Сприйняття
У 2015 році Нічний вовкулака займав 6 місце в списку персонажів-монстрів Marvel Comics.